# Катакомбы Парижа
Катакомбы Парижа (фр. Catacombes de Paris) — сеть подземных туннелей на месте древних римских каменоломен под Парижем, которые являются частью древней системы туннелей, простирающейся более чем на 800 Га. В период с конца XVIII до середины XIX века сюда были свезены останки около 6 млн человек в рамках усилий по ликвидации переполненных городских кладбищ. Общая площадь подземного кладбища — 11 000 м2. В наши дни катакомбы являются частью музея Карнавале и часть их территории открыта для посещения. Ежегодно катакомбы посещают более 500 тыс. человек.

## История каменоломен
Большинство каменных разработок Парижа находилось на левом берегу Сены, но в X столетии население перемещается на правый берег, недалеко от старого города периода Меровингов. Поначалу добычу камня вели открытым способом, но к концу X века его запасов стало не хватать.
Первые подземные разработки известняка находились под территорией современного Люксембургского сада, когда Людовик XI пожертвовал землю замка Воверт для вырубки известняка. Новые шахты начинают открываться всё дальше и дальше от центра города — это районы нынешнего госпиталя Валь-де-Грас, улиц Гобелен, Сен-Жак, Вожирар, Сен-Жермен-де-Пре. В 1259 году монахи близлежащего монастыря приспособили пещеры под винные подвалы и продолжили подземные разработки.
Расширение жилой части Парижа в эпоху Ренессанса и позже — при Людовике XIV — привело к тому, что к XVII веку земли над каменоломнями оказались уже в черте города, а значительная часть жилых районов фактически «повисла» над пропастью. Самыми опасными местами были «пригород Святого Виктора» (от восточной окраины Рю-дез-Эколь на юг до Жоффруа Сент-Илер), улица Сен-Жак, и наконец, пригород (тогда небольшой город возле замка) Сен-Жермен-де-Пре.
В апреле 1777 года король Людовик XVI издал указ о создании Генеральной инспекции каменоломен, которая существует и поныне. За более чем 200-летний период работниками этой инспекции проведена колоссальная работа по созданию укрепительных конструкций, способных задержать или даже полностью предотвратить постепенное разрушение подземелья. Проблема укрепления вызывающих опасение участков подземной сети решается одним, не требующим значительных финансирований способом — всё подземное пространство заполняется бетоном. В результате бетонирования исчезли такие памятники истории, как гипсовые каменоломни на севере Парижа. И все же бетонирование является временной мерой, потому что подземные воды Сены рано или поздно найдут выход в других местах.

## Историяоссуария
По сложившейся христианской традиции усопших старались хоронить на прилегающей к церкви земле. В начале периода Средневековья католическая церковь всячески поощряла захоронения возле церквей, получая немалые прибыли за отпевание умерших и за места на кладбище. Поэтому христианские кладбища располагались в центре населённых пунктов не только в Париже, но и по всей Европе.
Например, на 7 000 квадратных метрах кладбища Невинных, функционировавшего с XI века, хоронили прихожан из 19 церквей, а также неопознанные трупы. В 1418 году Чёрная смерть или эпидемия бубонной чумы добавила ещё около 50 000 трупов. В 1572 году кладбище вместило тысячи жертв Варфоломеевской ночи. Поскольку к середине XVIII века кладбище стало местом погребения двух миллионов тел, слой захоронения уходил в глубину иногда на 10 метров, уровень земли поднимался более чем на два метра. В одной могиле на разных уровнях могло находиться до 1500 останков разного периода. Кладбище стало рассадником инфекции, оно испускало зловоние, из-за которого, как говорили, скисало молоко и вино. Однако священники выступали против закрытия городских кладбищ. Но, несмотря на сопротивление представителей церквей, в 1763 году парижским парламентом был издан указ о запрете захоронений внутри крепостных стен города.
В 1780 году стена, отделявшая кладбище Невинных от домов на соседней улице Рю де ля Лянжри, обрушилась. Подвалы близлежащих домов наполнились останками умерших и огромным количеством грязи и нечистот. Кладбище закрыли окончательно и хоронить в Париже запретили. В продолжение 15 месяцев каждую ночь конвои в чёрном вывозили кости, чтобы затем продезинфицировать, обработать и уложить в заброшенные карьеры Томб-Исуар на глубине 17,5 метров. Позже было решено очистить ещё 17 кладбищ и 300 культовых мест города.
Известный русский историк и публицист В. М. Строев в своей книге «Париж в 1838 и 1839 годах» писал:
Тут были сначала каменоломни, доставлявшие материал на постройку парижских домов. Под целым кварталом образовалась пустота; жители испугались, и правительство отрядило инженеров, которые построили подземные галереи и своды. Галереи идут параллельно с улицами; каждый дом имеет свой нумер под землею, чтобы в случае происшествия наверху можно было принять предохранительные меры внизу. Полицмейстер Ленуар предложил превратить подземные галереи в катакомбы, очистить кладбища от костей и поместить их под землею. План его принят и исполнен. Более пяти миллионов скелетов перенесены под мрачные своды катакомб и расположены в порядке, симметрически.
Спустившись футов на сто по узенькой лестнице, входишь в преддверие, на котором написано:

Остановись, здесь царство смерти...

## Место входа
Возле входа на станцию метро Данфер-Рошро (фр. Denfert-Rochereau) (ориентир — знаменитый лев работы скульптора Бартольди, автора статуи Свободы) находится небольшой павильон. Это и есть вход в знаменитые парижские катакомбы.
Патрулирует катакомбы специальная спортивная бригада полиции, созданная в 1980 году с целью соблюдения закона от 2 ноября 1955 года, запрещающего всем посторонним находиться в подземных карьерах Парижа вне туристических зон. Минимальный штраф за нарушение — 60 евро.

## В катакомбах захоронены

### Политические деятели
- Дантон, Жорж Жак
- Кольбер, Жан Батист
- Робеспьер, Максимилиан
- Фуке, Николя
- Сен-Жюст, Луи Антуан

### Учёные
- Фламель, Николя
- Лавуазье, Антуан Лоран

### Писатели
- Перро, Шарль

### Инженеры
- Гийомо, Шарль-Аксель
- Де Тюри, Эрикар

### Другие
- Самюэль Бернар, граф де Кубер

## Некоторые факты
- В подземные галереи было проведено электричество. Император Наполеон III любил принимать здесь важных гостей.
- Сегодня для посещения туристами оборудовано около 2 км подземных ходов. При посещении катакомб нельзя отказаться от посещения самого оссуария. В туристическую зону не допускается более 200 человек одновременно, поэтому очередь порой растягивается. Катакомбы закрываются в 5 вечера, последний приём туристов в 4 (в летнее время в 20:00 и 19:00 часов, соответственно).
- Сторож церкви Валь-де-Грас Филибер Аспер в поисках винных погребов пытался исследовать туннели каменоломен, протянувшиеся на сотни километров. В 1793 году он заблудился в этом лабиринте, и его скелет нашли только через 11 лет, опознав по ключам и одежде.
- Во время Всемирной Парижской выставки 1889 года в подземных галереях Шайо, напротив построенной специально к этой выставке Эйфелевой башни, открылось кафе под названием «Катакомбы».
- Существование катакомб Парижа находится под угрозой. Основная причина — подземные воды, размывающие основание и крепления катакомб. В начале 1980 года уровень подземных вод в некоторых местах начал подниматься, в результате чего оказались затопленными некоторые галереи.
- Во время Второй мировой войны на левом берегу Сены, в одной из каменоломен был оборудован сверхсекретный бункер немецкой армии. Всего лишь в 500 метрах от него в августе 1944 года располагался штаб лидеров движения Сопротивления.
- В период холодной войны в подземных галереях Парижа были оборудованы бомбоубежища на случай ядерной войны.
- В 2014 году на экраны вышел художественный фильм «Париж. Город мёртвых», съёмки которого прошли в катакомбах Парижа. Готовясь к съёмкам фильма, режиссёр Джон Эрик Даудл сам пробыл в катакомбах две недели[5].